# Haselbach (Gemeinde Braunau)

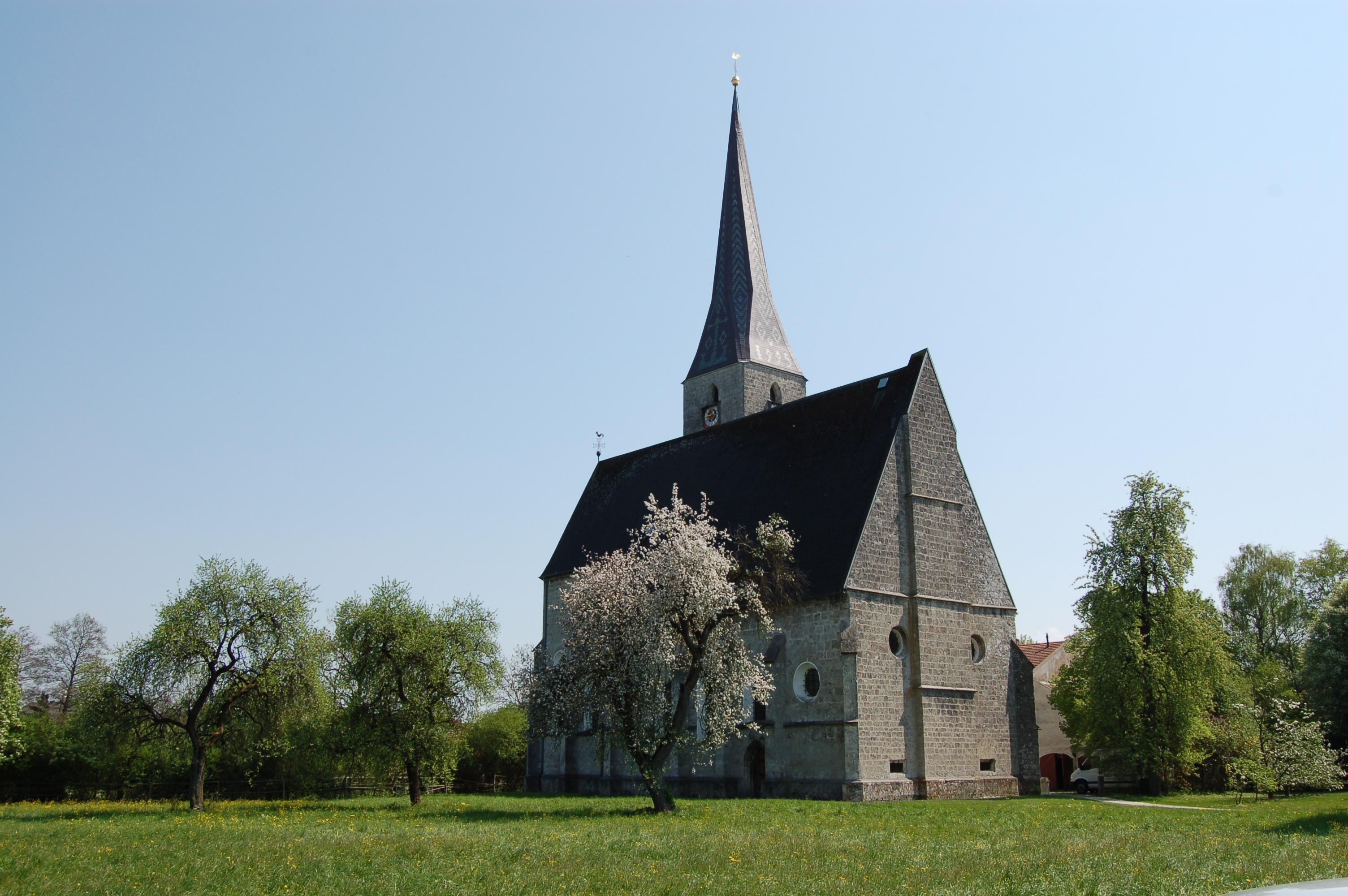
Filialkirche hl. Valentin

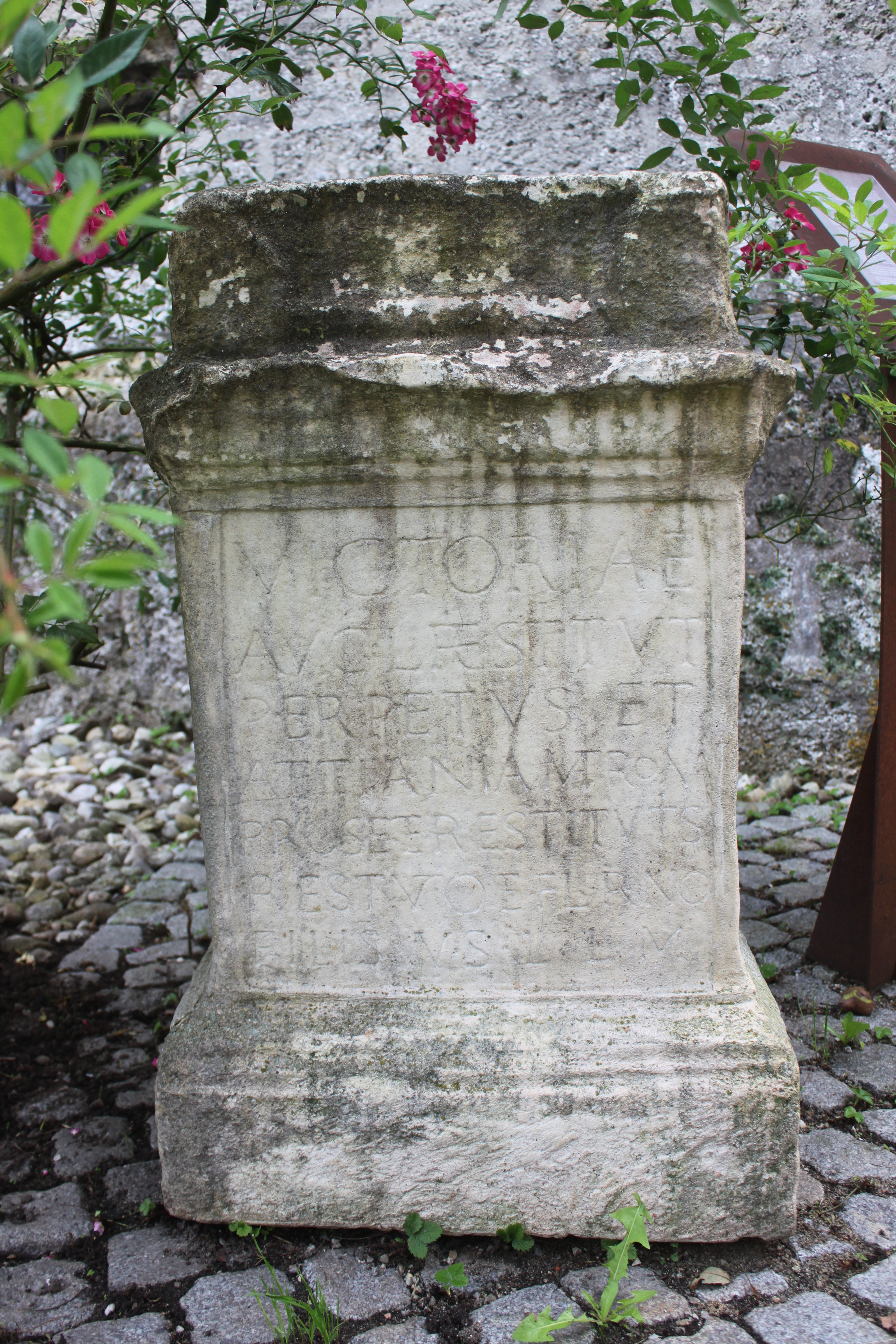
„Haselbacher Römerstein“ bei der Filialkirche hl. Valentin

Haselbach ist ein Ortsteil von Braunau am Inn und mit 3060 Einwohnern (Stand 1. Jänner 2024) der am drittstärksten bewohnte Stadtteil der Stadt Braunau am Inn.

## Geschichte
In römischer Zeit gehörte das Gebiet um Braunau südlich des Inn zur Provinz Noricum. An der Filialkirche Haselbach hat sich mit dem „Haselbacher Römerstein“ ein Weihealtar für die Siegesgöttin Victoria Augusta erhalten. Bei dem heute neben der Filialkirche stehenden Römerstein handelt es sich allerdings um eine Kopie.
Der Name des Ortsteils leitet sich von dem ehemals gleichnamigen Bach (heute bekannt als Stadtbach) ab und wurde urkundlich erstmals 1085 erwähnt. Haselbach wurde zum Teil 1921 und vollständig 1938 nach Braunau eingemeindet.
Im Ersten Weltkrieg befand sich mit dem k.u.k. Kriegsgefangenenlager Braunau ein Kriegsgefangenenlager der k.u.k. Armee in Haselbach, das bei Kriegsbeginn entlang der Mattig errichtet wurde. Bei den Offensiven in Serbien und Galizien hatte die k.u.k. Armee hunderttausende Kriegsgefangene gemacht, für die eine Reihe von Lagern gebaut wurde. Die oberösterreichischen Standorte dieser Lager waren Aschach, Braunau, Freistadt, Kleinmünchen, Marchtrenk und Mauthausen, daneben existierte noch das Internierungslager Linz-Katzenau. Im k.u.k. Kriegsgefangenenlager Braunau waren in 120 Baracken bis zu 15.000 Kriegsgefangene untergebracht. Für die Todesopfer wurde in Haselbach ein Lagerfriedhof errichtet, der als Soldatenfriedhof Braunau-Haselbach heute durch das Österreichische Schwarze Kreuz betreut und gepflegt wird.

## Sehenswürdigkeiten
- Katholische Filialkirche hl. Valentin
- Kapelle hl. Valentin mit „Augenbründl“
- Haselbacher Römerstein
- Mesnerhaus Haselbach
- Soldatenfriedhof Haselbach des k.u.k. Kriegsgefangenenlagers Braunau
- Hausbrauerei Bogner
- Stechlweiher